# Feliciano Eugênio Neto
Feliciano Eugênio Neto (Dom Silvério - Minas Gerais, 11 de maio de 1920 — São Paulo - São Paulo, 29 de setembro de 1976)  foi um líder metalúrgico e militante do Partido Comunista Brasileiro (PCB). Ele foi um dos 38 membros do partido a ser preso, torturado e morto durante o regime da ditadura militar no Brasil,  instaurado em 1 de abril de 1964 e que durou até 15 de março de 1985. Seu caso atualmente é analisado pela Comissão de Reparação, da Secretaria da Justiça e da Defesa da Cidadania de São Paulo. 

## Biografia
Filho de José Eugênio e Marcolina de Souza Machado, Feliciano foi casado e teve três filhos.Trabalhou para a Companhia Siderúrgica Nacional (CSN), em Volta Redonda, no Rio de Janeiro . Segundo seu próprio depoimento, registrado em 5 de outubro de 1975 pela Turma de Interrogatório Preliminar B do Destacamento de Operações de Informação - Centro de Operações de Defesa Interna de São Paulo (DOI-CODI/SP), iniciou sua militância no PCB em 1945 e foi demitido da CSN em 1949. Na mesma época, ficou preso durante quatro dias na cidade do Rio de Janeiro por porte de 50 exemplares do jornal "Classe Operária". Mudou-se para Niterói no inicio do ano seguinte, período em que atuou no PCB ao lado do líder comunista Maurício Grabois (desaparecido em 25 de dezembro de 1973) e Carlos Nicolau Danielli (assassinado em 30 de dezembro de 1972).
Em 1955, Feliciano participou do Movimento Nacional Popular Trabalhista (MNPT), em apoio à candidatura de Juscelino Kubitschek à presidência da República. Três anos mais tarde, retornou à Volta Redonda. Lá trabalhou para o Sindicato da Construção Civil até 1962, quando foi eleito vereador da cidade.
Após o golpe militar de 1964, no entanto, seu mandato foi cassado e Feliciano precisou se mudar para São Bernardo Campo, região do Grande ABC, onde conseguiu um emprego em uma fábrica de pedras para isqueiro e podia viver legalmente.
Três anos depois, foi para Campo Grande, Mato Grosso do Sul, e retomou suas atividades dentro do PCB. Já em 1970, voltou para São Paulo. Tornou-se responsável pela distribuição do jornal Voz Operaria na capital e no interior do Estado até 2 de outubro de 1975, data em que foi preso por autoridades do regime militar.

## Prisão
Segundo os relatos do advogado Mário de Passos Simas, em seu livro "Gritos da Justiça" (1986), Feliciano foi preso pela Polícia Federal no dia 2 de outubro de 1975, em sua residência, em São Caetano do Sul, e encaminhado para o quartel do II Exército, na região do Ibirapuera, na capital paulista. Na época, a Justiça não revelou se ele tivera sido ou não indiciado por inquérito policial militar.
Durante uma visita ao quartel, uma das filhas de Feliciano percebeu que seu pai sofria de maus tratos, uma vez que ele gemia constantemente. Em depoimento, ela relata que chegou a perguntá-lo se havia sido torturado e sob quais circunstâncias havia sido preso. Diante das colocações, entretanto, ele chorou.
No mesmo depoimento, a filha aponta outros indícios de tortura. Em março de 1976, ela solicitou à Justiça assistência médica oftalmológica para seu pai. Feliciano apresentava ferimentos nos olhos devido aos maus tratos durante das fases de investigação.

## Morte
Em maio de 1976, Feliciano foi interrogado mais uma vez sob ameaça de retornar ao DOI-CODI-II. Meses depois, e dias antes da data de sua liberdade após cumprimento da pena de reclusão de seis meses, ele deu entrada no Hospital das Clínicas de São Paulo. Precisou ser submetido a uma cirurgia de emergência, mas não resistiu à operação e morreu no dia 29 de setembro de 1976. 
Em outubro de 2017, o Ministério Público de São Paulo denunciou dois ex-delegados do Departamento de Ordem e Política e Social do Estado de São Paulo pelo sequestro do metalúrgico Feliciano Eugênio Neto.  
A prisão da vítima,  sem flagrante ou comunicação à Justiça, ocorreu em outubro de 1975, e só foi formalizada pelos delegados no dia 31 de outubro daquele ano. 
Feliciano Eugênio Neto é considerado pela Comissão Nacional da Verdade (CNV) um dos 434 mortos ou desaparecidos em decorrência da repressão promovida pelo Estado Brasileiro na ditadura. 